# Cara d'ànec

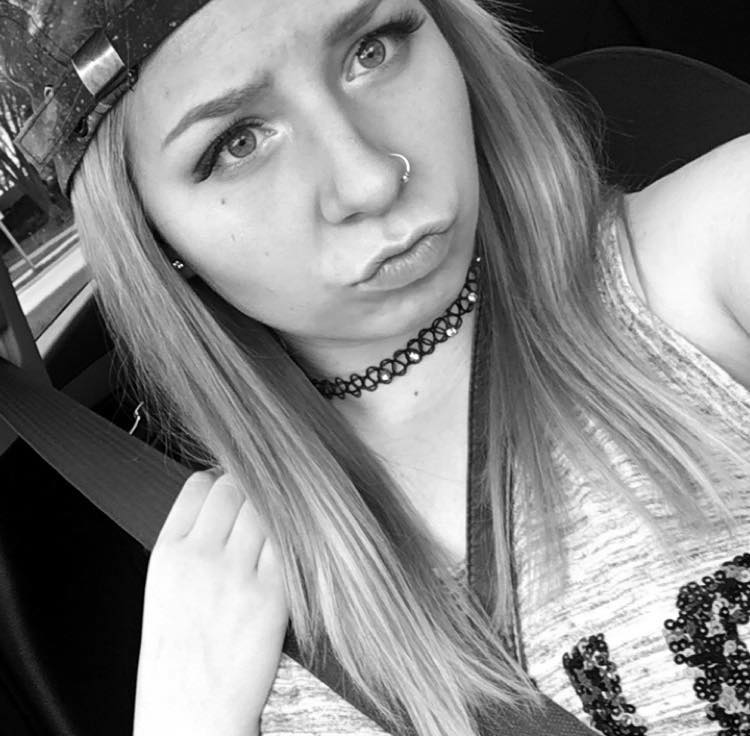
Noia posant cara d'ànec

La cara d'ànec (en anglès duck face) és una expressió facial, habitual en les fotografies de perfil de les xarxes socials, que consisteix a tancar els llavis fent morros, i sovint també xuclant les galtes. Aquesta postura se sol fer per intentar semblar atractiu, però també com a autoironia, per fer befa del costum propi de posar així. Segons la persona, es pot considerar la cara d'ànec alternativament com a mostra de simpatia, d'atractiu físic, d'afabilitat o d'estupidesa.

## Estudis
Una investigació del 2015 va trobar que les persones que publiquen fotos on posen cara d'ànec són més propenses a la neurosi i la inestabilitat emocional. Segons una investigació feta pel lloc de cites en línia OkCupid, els usuaris mostraven més interès per les dones que posaven cara d'ànec a les fotografies de perfil que per les que somreien.
En una investigació sobre la comunicació animal dels cebins, s'ha utilitzat l'expressió "cara d'ànec" per referir-se a la "cara amb llavis sortits" que les femelles d'aquesta espècie mostren durant la fase de proceptivitat (zel actiu), abans de l'aparellament.

## Incorporació al llenguatge
En català s'usa tant l'expressió cara d'ànec com l’expressió anglesa duck face, per la gran pressió mediàtica exercida per les plataformes socials, d'abast global i de matriu generalment nord-americana. En data 08.2022 l'Optimot no tenia encara reconeguda aquesta paraula a la seva base de dades.
El 2014, el lloc web OxfordDictionaries.com va incorporar l'expressió "duck face" a la llista de paraules actuals i modernes, però no s'ha afegit encara a l'Oxford English Dictionary.